# Mahreen Zuberi
Mahreen Asif Zuberi (sinh ngày 6 tháng 1 năm 1981) là một nghệ sĩ người Pakistan đến từ Karachi, Pakistan. Cô theo học tại Đại học Nghệ thuật Quốc gia ở Lahore, và hoàn thành xuất sắc bằng Cử nhân Mỹ thuật.

## Sự nghiệp
Cô làm việc tại Đại học Karachi ở Karachi, Pakistan với tư cách là Điều phối viên chương trình Mỹ thuật tại Khoa Nghiên cứu Thị giác. Tác phẩm của cô đã được triển lãm từ năm 2003. Tác phẩm của cô nằm trong bộ sưu tập của QAGOMA (Phòng trưng bày Nghệ thuật Queensland và Phòng trưng bày Nghệ thuật Hiện đại), Bảo tàng Nghệ thuật Châu Á Fukuoka  và Quỹ Nghệ thuật Devi.

## Triển lãm
- "A Thousand and One Days: The Art of Pakistani Women Miniaturists", Học viện Nghệ thuật Honolulu (2005, triển lãm nhóm)[10]
- "Hanging fire", Bảo tàng Hội châu Á (2008, triển lãm nhóm)[11]
- "Associated Metaphors: An exhibition of Neo-Miniatures", Phòng trưng bày IVS (2008, triển lãm nhóm)[12]
- "Resemble Reassemble", Quỹ Nghệ thuật Devi (2010, triển lãm nhóm)[13]
- "Contemporary Miniatures", (2011-2012, triển lãm nhóm)[5][14][15]